# Cò thìa mỏ vàng
Cò thìa mỏ vàng, tên khoa học Platalea flavipes, là một loài chim trong họ Threskiornithidae.
Loài này sinh sống ở đông, bắc, tây nam Úc.

## Hình ảnh

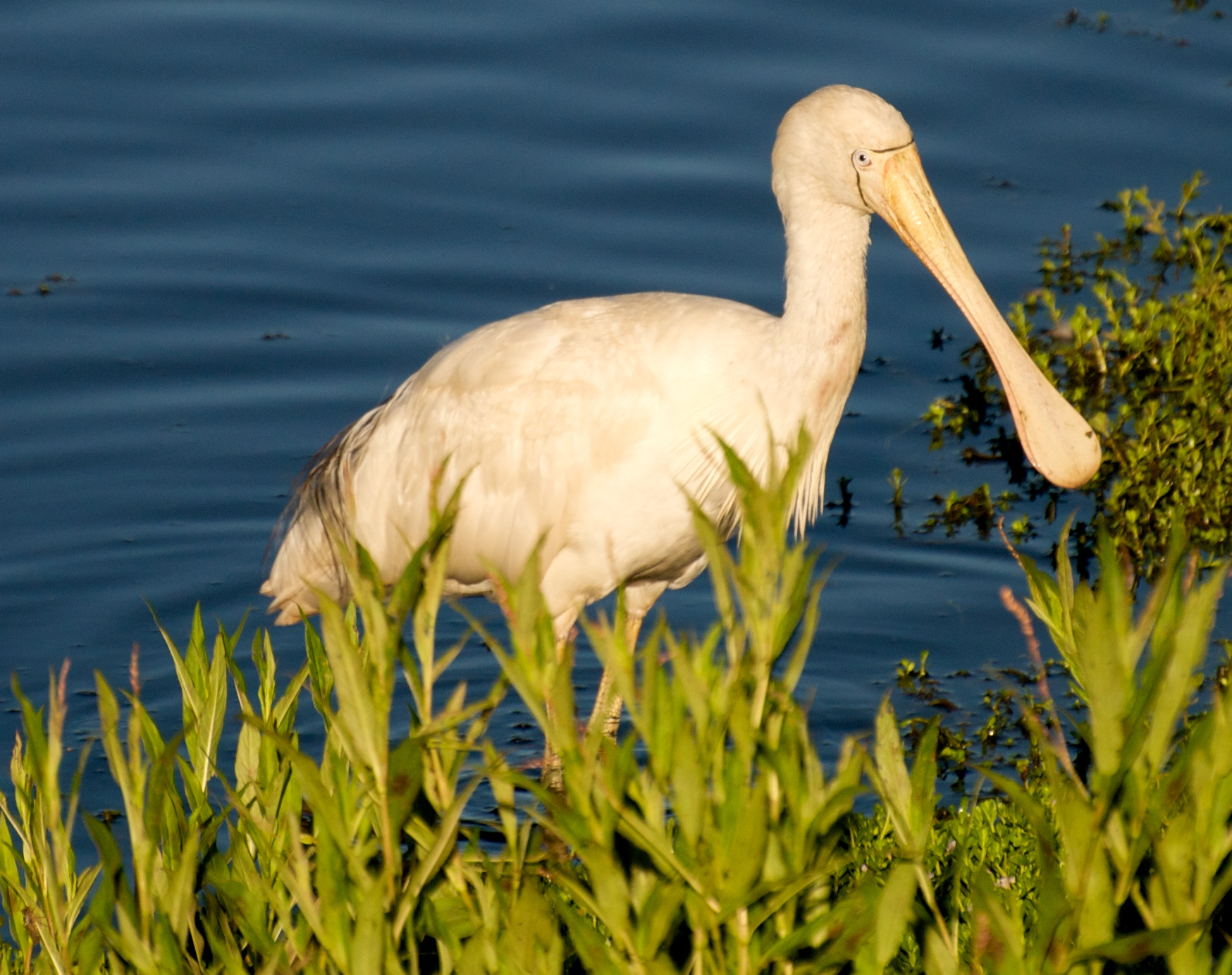
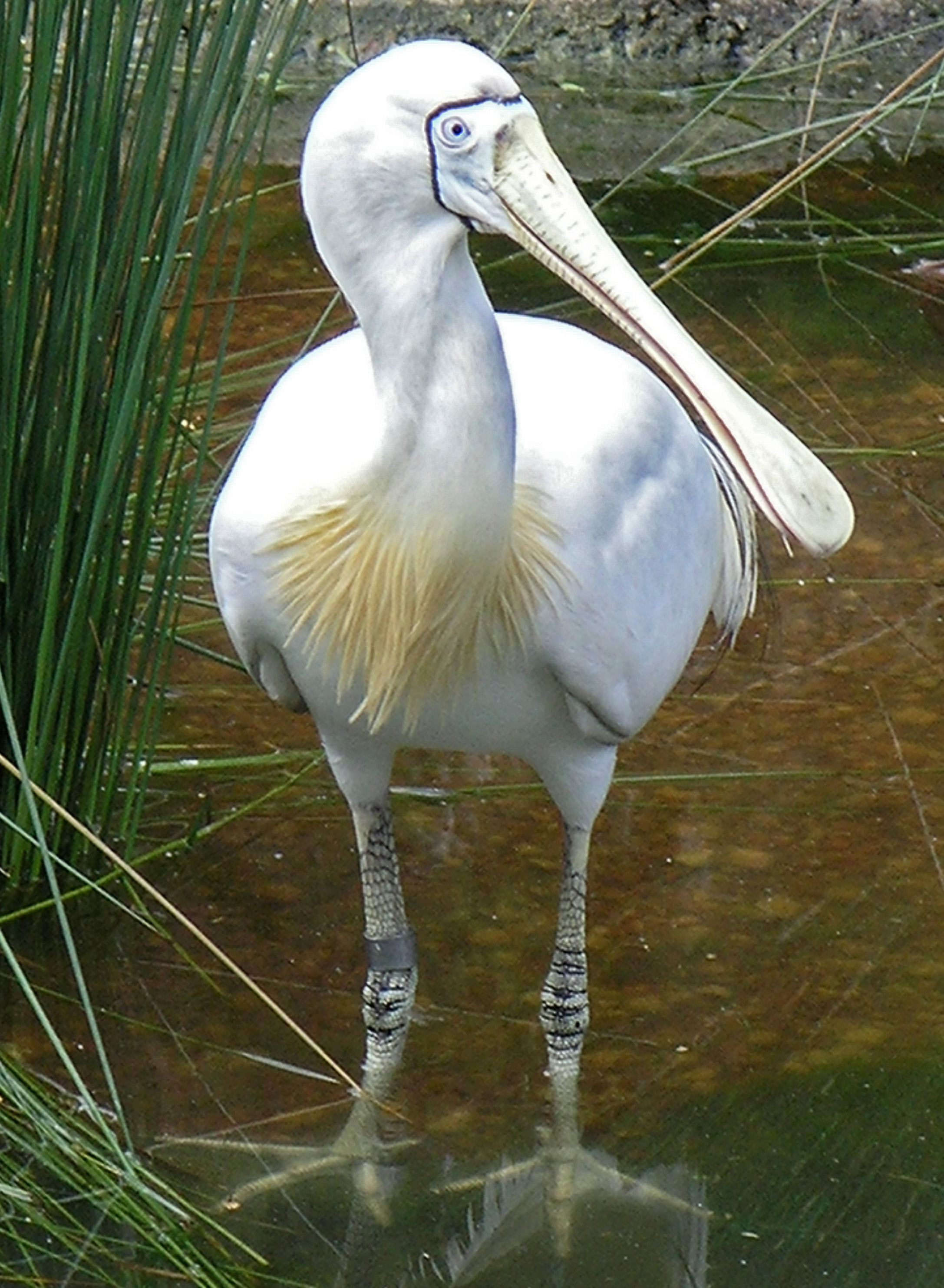
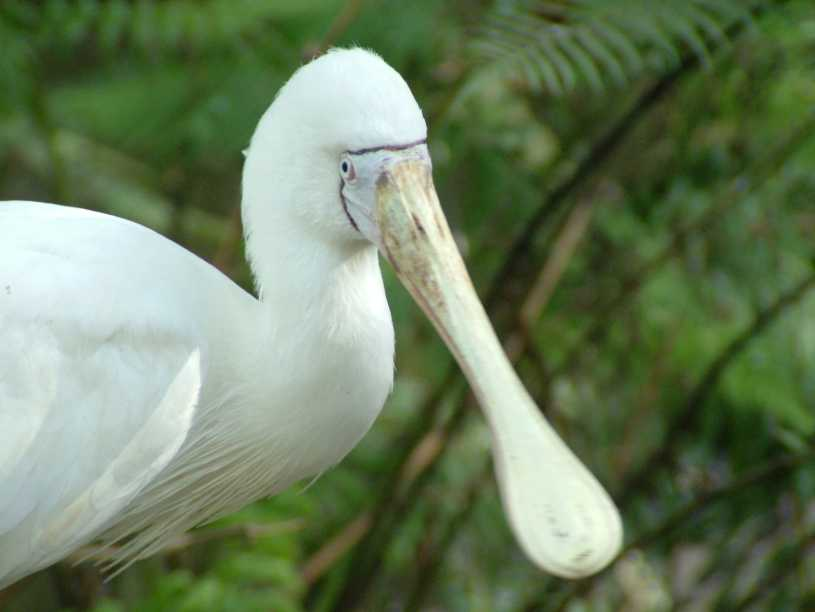
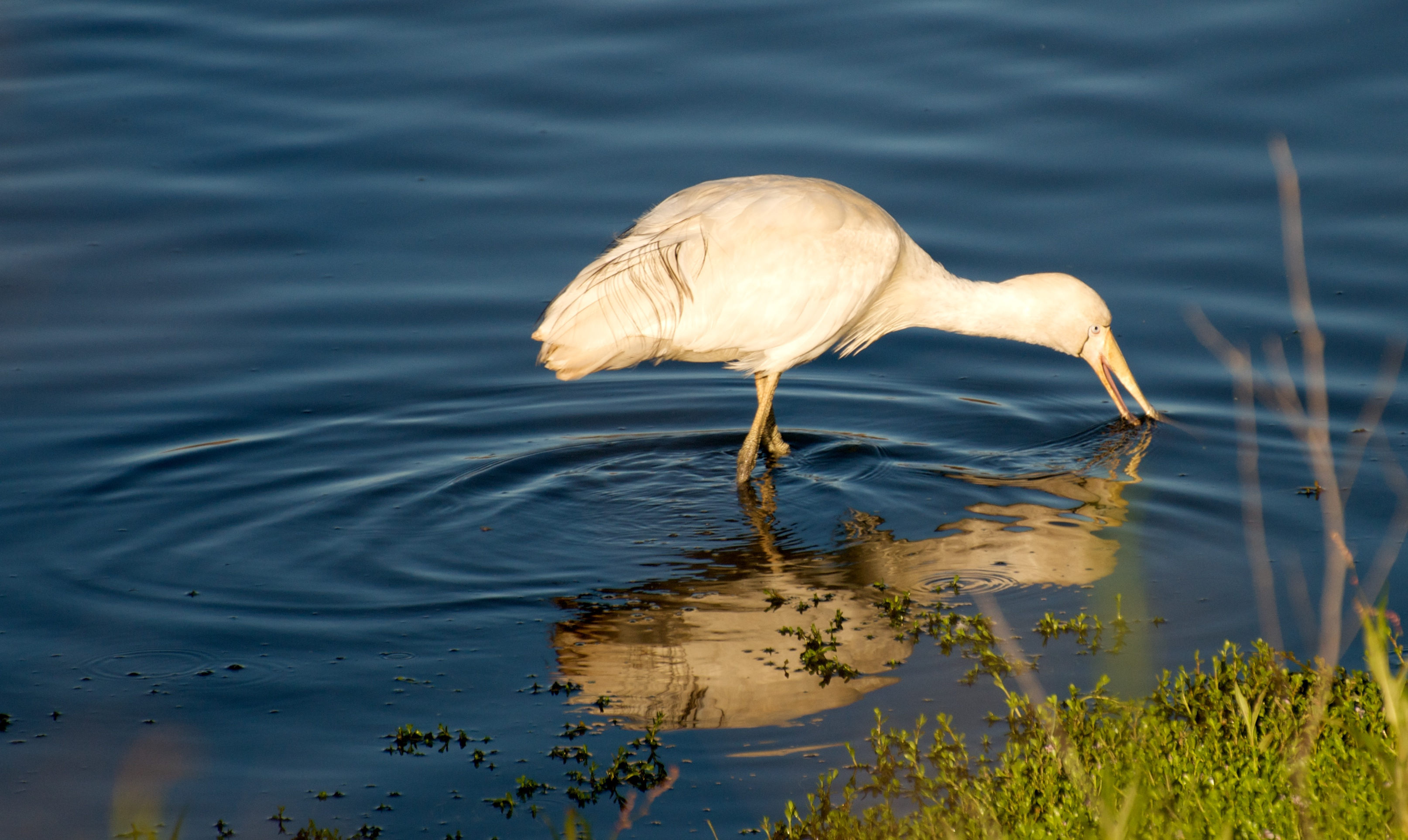